# Henry Dixon

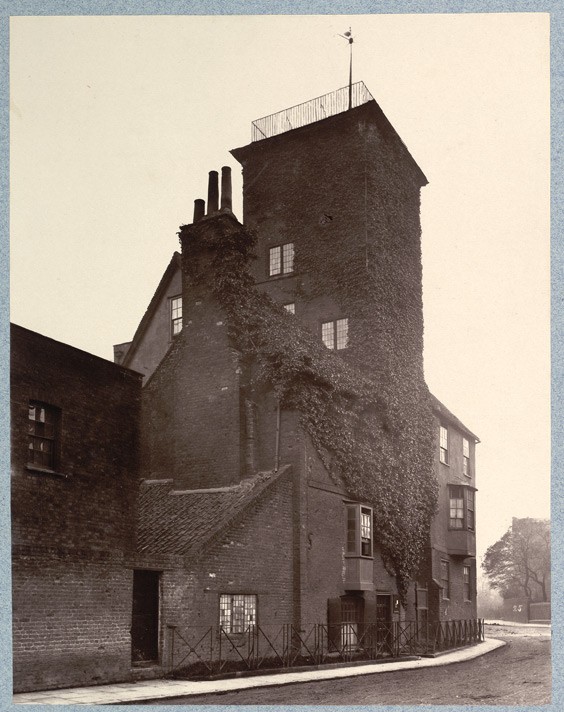
Canonbury Tower 25 by Henry Dixon 1880

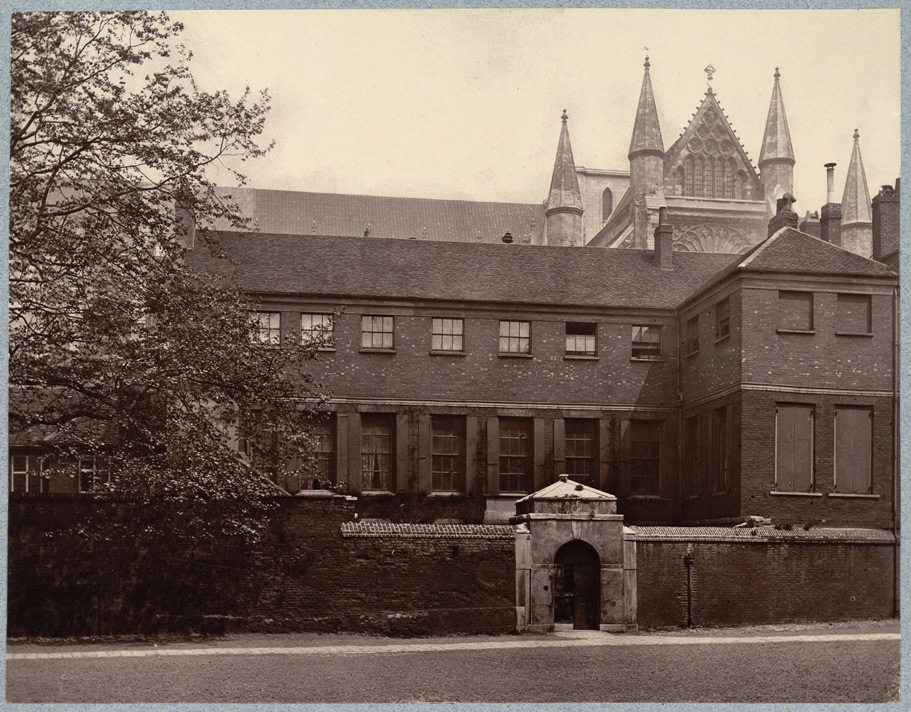
Ashburnham House exterior London by Henry Dixon 1880

Henry Dixon (* 14. April 1820 in St Pancras, London; † 20. Januar 1893 ebenda) war ein Fotograf, der ab 1860 in London tätig war.

## Leben und Werk
Henry Dixon wurde 1820 im Londoner Stadtteil St. Pancras geboren, war Kupferstecher und hatte zwei Söhne und sieben Töchter. Als kommerzieller Fotograf der ersten Stunde wurde er 1875 Mitglied der Royal Photographic Society von London. Seit 1885 führte er den Geschäftsnamen Henry Dixon & Son, da er zusammen mit seinem Sohn Thomas James Dixon (1857–1943) tätig war.
Seit 1866 fotografierte er für die City of London Corporation. Zu seinen Arbeiten gehört eine Serie über das Londoner Abwassersystem, die in Form von beschichteten Glasplatten in der Guildhall Library aufbewahrt wird.
Seine Fotografien von Tieren des Londoner Zoos, die sich zum Teil im Besitz der Zoological Society of London befinden, entstanden in den Jahren 1879 bis 1885.
Eine bekannte Serie von Straßenfotografien Londons ist zwischen 1875 und 1886 für die Society for Photographing Relics of Old London (SPROL) hergestellt worden, für die auch die Brüder Alfred & John Bool tätig waren. Die in technischer und handwerklicher Meisterschaft im schwierigen Prozess des Pigmentdruckverfahrens hergestellten fotografischen Abbildungen sind heute noch bestens erhalten.
1977 wurden einige davon auf der documenta 6 in Kassel präsentiert.